# واسيف أديقوزالوف
واسيف زولفوقار أغلو أديقوزالوف (بالأذربيجانية: Vasif Zülfüqar oğlu Adıgözəlov) - ملحن، فنان الشعب في جمهورية أذربيجان.

## حياته
ولد واسيف أديقوزالوف في 28 يوليو، عام 1935 في باكو في أسرة عازف المقام زولفو أديقوزالوف.
حصل على تعليمه الأول كعازف بيانو في مدرسة الموسيقى عشر سنوي تحت كونسرفتوري.
دخل إلى أكاديمية باكو للموسيقى إسمه عزير حاجبايوف في عام 1953.
استمر تعليمه على الملحن في فئة قار قاراييف و على بيانو في فئة سيموزار قوليفا.
و تخرج من هذه أكاديمية بتخصصين، في 1959. توفي واسيف أديقوزالوف في عام 2006 في مدينة باكو.
- واسيف أديقوزالوف ابن عازف مقام زولفو أديقوزالوف
- وأخ مغني راؤف أديقوزالوف
- وأب لقائد أركيسترا يالجين أديجوزالوف.

## إبداعاته
بدأ واسيف أديقوزالوف كندير منذ عام 1958 في لجنة رديو و تيلفاز.
إشتغل كمدرس منذ عام 1972، في كونسرفتوري أذربيجان الحكومية إسمه عزير حاجبايوف.
أنتخب واسيف أديقوزالوف سكرتير أول لاتحاد المؤلفين الأذربيجانيين في عام 1990.
حصل على لقب تكريم فنان في عام 1973، ولقب فنان الشعب في جمهورية أذربيجان في 1988.
في عام 1989 حصل على لقبان بروفيسور، و حائز على جائز الدولة في 1990.
حصل على جائزة وسام «شهرة» في عام 1995.
رأسه قسم موصل جوقة في أكاديمية باكو للموسيقى.
في 3 نوفمبر لعام 1995 ، منح واسيف أديقوزالوف وسام "شهرة" بأمر من رئيس جمهورية أذربيجان لخدماتهِ في تطوير الفن في جمهورية أذربيجان للجمهورية.

## وسام
- وسام «شهرة» 1995

## روابط خارجية
- واسيف أديقوزالوف على موقع IMDb (الإنجليزية)
- واسيف أديقوزالوف على موقع ميوزك برينز (الإنجليزية)